# Marlboro Man
Marlboro Man, Marlboromannen, var en reklamkampanj för Marlborocigaretter som genomfördes första gången 1954 i USA, där den pågick fram till 1999. På bilden fanns en cowboy.
Tre Marlboromän som användes i Marlboro-relaterade annonser var Wayne McLaren, David McLean och Dick Hammer, som samtliga dog i lungcancer. I deras ersättning ingick obegränsad konsumtion av Marlborocigaretter, särskilt Marlboro Reds, som fick smeknamnet "cowboy-mördare". McLaren vittnade, vid 51 års ålder ett år före sin död i lungcancer, till förmån för anti-rökninglagar. Under tiden för McLarens anti-rökaktivism förnekade Philip Morris att McLaren någonsin dykt upp i en Marlboro-annons, ett påstående man sedan tvingades backa från. Istället hävdade Philip Morris att trots att McLarens ansikte använts i annonser för Marlboro, var han ändå inte en Marlboro Man. Som bevis presenterade McLaren ett brev från en talangagentur som hade företrätt honom och en betalningsavi, en check där McLaren hade fått betalt för arbete för ett "Marlboro print"-jobb. McLaren dog före sin 52:a födelsedag 1992.
I de flesta länder upphörde reklamen under 1990-talet, i Tyskland och Tjeckien något senare. Eftersom allt fler länder infört hårdare regler för tobaksreklam är Marlboro Man på många håll i världen numera främst en figur som symboliserar gångna tider.
Reklamkampanjen, som skapades av Leo Burnett Worldwide, anses vara en av de mest briljanta reklamkampanjerna genom alla tider.
Fastän det fanns flera Marlboro Men, blev cowboyvarianten mest känd. Detta ledde till "Marlboro Cowboy" och "Marlboro Country".
En antirökkampanj i Sverige i april 1997 visade texten Marlboro Man med ett barn på bilden. Kampanjen ville visa att de flesta som börjar röka numera egentligen är barn.

### Fotnoter
1. ↑  Turning morons into millionaires, Herald-Journal. Accessed 18 November 2007.
2. ↑  ”Wayne McLaren, 51, Rodeo Rider and Model”. The New York Times. 25 juli 1992. http://www.nytimes.com/1992/07/25/obituaries/wayne-mclaren-51-rodeo-rider-and-model.html. Läst 8 september 2013.
3. ↑  28 May 2001 "Malboro Manslaughter", Urban Legends Reference Pages. Accessed 28 July 2005.
4. ↑  Dead or Alive? Arkiverad 9 september 2016 hämtat från the Wayback Machine.. Accessed 28 July 2005
5. ↑  Katie Connolly (3 januari 2011). ”Six ads that changed the way you think”. BBC. http://www.bbc.co.uk/news/world-us-canada-11963364.
6. ↑  Vintage Ads: 1975 "Marlboro Country" ad campaign